# Гарі Доберман
Гарі Доберман (англ. Gary Dauberman) — американський сценарист і режисер. українського походження Найбільш відомий сценарієм фільмів жахів «Всесвіт Закляття», «Аннабель» (2014), «Анабель: Створення» (2017), «Черниця» (2018) і «Аннабель повертається додому» (2019). З останнім фільмом дебютував як режисер. Доберман також став співавтором сценарію надприродного фільму жахів «Воно» (2017) і написав наступний фільм «Воно: Частина друга» (2019), який заснований на однойменному романі.

## Раннє життя
Доберман виріс у Глен Міллс, штат Пенсільванія, і закінчив середню школу Пенкрест у 1995 році. Два роки навчався в громадському коледжі округу Делавер, де вивчав комунікації, а потім перейшов до Університету Темпл, де отримав ступінь бакалавра у галузі кіно та медіа у 2001 році.

## Фільмографія

### Кінофільми
| Рік  | Назва                        | Режисер | Сценарист | Виконавчий продюсер | Пос.  |
| ---- | ---------------------------- | ------- | --------- | ------------------- | ----- |
| 2014 | Аннабель                     | Ні      | Так       | Ні                  |       |
| 2016 | Всередині                    | Ні      | Так       | Ні                  |       |
| 2016 | Вовки біля дверей            | Ні      | Так       | Ні                  |       |
| 2017 | Анабель: Створення           | Ні      | Так       | Ні                  |       |
| 2017 | Воно                         | Ні      | Так       | Ні                  |       |
| 2018 | Черниця                      | Ні      | Так       | Так                 |       |
| 2019 | Аннабель повертається додому | Так     | Так       | Ні                  |       |
| 2019 | Воно: Частина друга          | Ні      | Так       | Так                 |       |
| 2023 | Черниця 2                    | Ні      | Ні        | Так                 |       |
| 2024 | Салемз Лот                   | Так     | Так       | Так                 | [ 6 ] |
| 2025 | До світанку                  | Ні      | Так       | Ні                  |       |
| TBA  | Останній потяг до Нью-Йорка  | Ні      | Так       | Ні                  | [ 7 ] |

Продюсер
- Прокляття Ла Йорони (2019)

### Телебачення
| Рік  | Назва            | Сценарист       | Виконавчий продюсер | Примітка               |
| ---- | ---------------- | --------------- | ------------------- | ---------------------- |
| 2007 | У павутинні      | Так             | Ні                  | Телефільм              |
| 2007 | Мавпа-вбивця     | Так             | Ні                  | Телефільм              |
| 2008 | Болотяний диявол | Так             | Ні                  | Телефільм              |
| 2019 | Болотяна істота  | Пілотний епізод | 10 епізодів         | також керівник проєкту |